# Vivian Nutton
Vivian Nutton (né le 21 décembre 1943) est un historien britannique de la médecine qui est professeur émérite au Wellcome Trust Centre for the History of Medicine, University College de Londres, et actuel président du Centre for the Study of Medicine and the Body in the Renaissance (CSMBR).

## Biographie
Nutton obtient son BA en lettres classiques à l'Université de Cambridge en 1965 et y enseigne ensuite en tant que Fellow du Selwyn College (1967-1977). Il obtient son doctorat. en 1970. Depuis 1977, il travaille au Wellcome Trust Center for the History of Medicine en tant que chargé de cours et depuis 1993 en tant que professeur. Il est membre de plusieurs sociétés savantes internationales et Fellow de la British Academy.
Depuis 2015, il travaille à l'IM Sechenov First Moscow State Medical University (1st MSMU). Le principal domaine de recherche de Nutton est le médecin grec ancien Claude Galien. Au-delà, son œuvre comprend l'ensemble de l'histoire ancienne de la médecine et de son histoire de réception, en particulier pendant la Renaissance européenne et dans le monde islamique médiéval.

## Ouvrages
- John Caius et les manuscrits de Galen, Cambridge: Cambridge Philological Society, 1987
- De Democedes à Harvey: études sur l'histoire de la médecine, Royaume-Uni: Ashgate Publishing, 1988
- Médecine aux tribunaux d'Europe 1500-1837, Londres: Routledge, 1990
- The Western Medical Tradition: 800 BC to Ad 1800, avec Lawrence I. Conrad et Michael Neve, Cambridge: Cambridge University Press, 1995
- L'histoire de l'éducation médicale en Grande-Bretagne, Amsterdam: Rodopi, 1995
- Galen, Sur mes propres opinions, (trad. ) Akademie Verlag, 1999
- Études de la Renaissance: médecine dans la ville de la Renaissance, (Ed.), Oxford: Oxford University Press, 2001
- The Unknown Galen, Londres: Institute of Classical Studies, 2002
- Ancient Medicine, Londres: Routledge, 2005
- Pestilential Complexities: Understanding Medieval Plague, Londres: Wellcome Trust Centre for the History of Medicine at UCL, 2008
- Galen: Sur les mouvements problématiques, Cambridge: Cambridge University Press, 2011
- Method of Medicine, Volume I: Books 1-4 (Loeb Classical Library), Cambridge, Mass: Harvard Univ. Presse, 2011